# Coulonges-Cohan
Coulonges-Cohan ist eine französische Gemeinde mit 443 Einwohnern (Stand: 1. Januar 2022) im Département Aisne in der Region Hauts-de-France (vor 2016: Picardie); sie gehört zum Arrondissement Château-Thierry und zum Kanton Fère-en-Tardenois. 

## Geografie
Die Gemeinde Coulonges-Cohan liegt in der Landschaft Tardenois zwischen Paris und Reims an der Grenze zum Département Marne. Hier entspringt das Flüsschen Orillon, das zur Ardre entwässert. Umgeben wird Coulonges-Cohan von den Nachbargemeinden Chéry-Chartreuve im Nordwesten und Norden, Dravegny im Norden, Arcis-le-Ponsart im Nordosten, Vézilly im Osten, Goussancourt im Südosten und Süden, Cierges im Süden und Südwesten, Sergy im Südwesten und Westen sowie Seringes-et-Nesles im Westen und Nordwesten.

## Geschichte
1971 wurden die Gemeinden Coulonges-en-Tardenois und Cohan zusammengeschlossen.

### Bevölkerungsentwicklung
| Jahr                       | 1962 | 1968 | 1975 | 1982 | 1990 | 1999 | 2006 | 2013 | 2021 |
| Einwohner                  | 397  | 335  | 367  | 389  | 384  | 370  | 419  | 429  | 442  |
| Quellen: Cassini und INSEE |      |      |      |      |      |      |      |      |      |

## Sehenswürdigkeiten
- Kirche Saint-Rufin-Saint-Valère in Coulonges, seit 1920 Monument historique
- Kirche Saint-Jean-Baptiste in Cohan, seit 1920 Monument historique
- Schloss Rognac
- vier Lavoirs

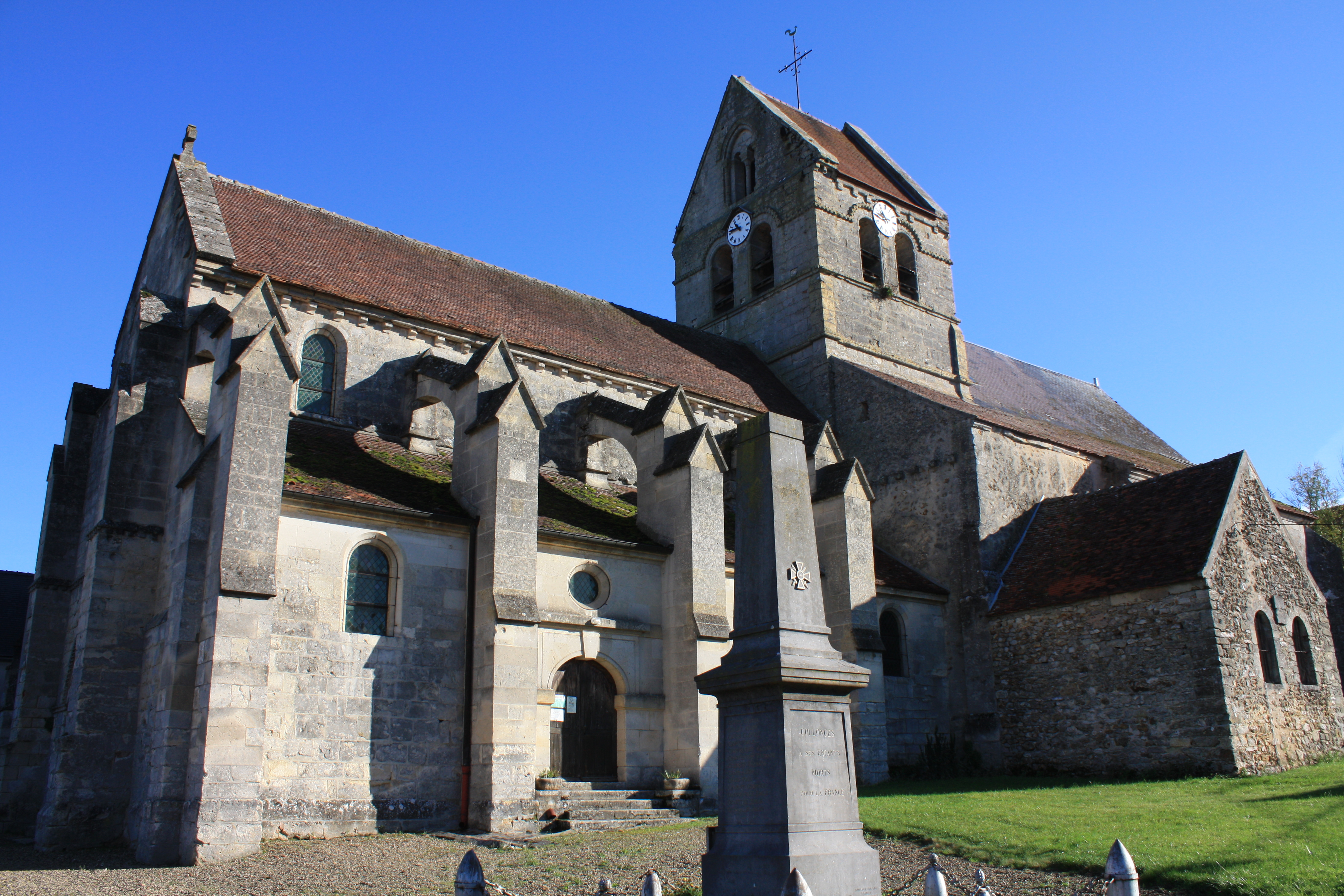
Kirche Saint-Rufin-Saint-Valère
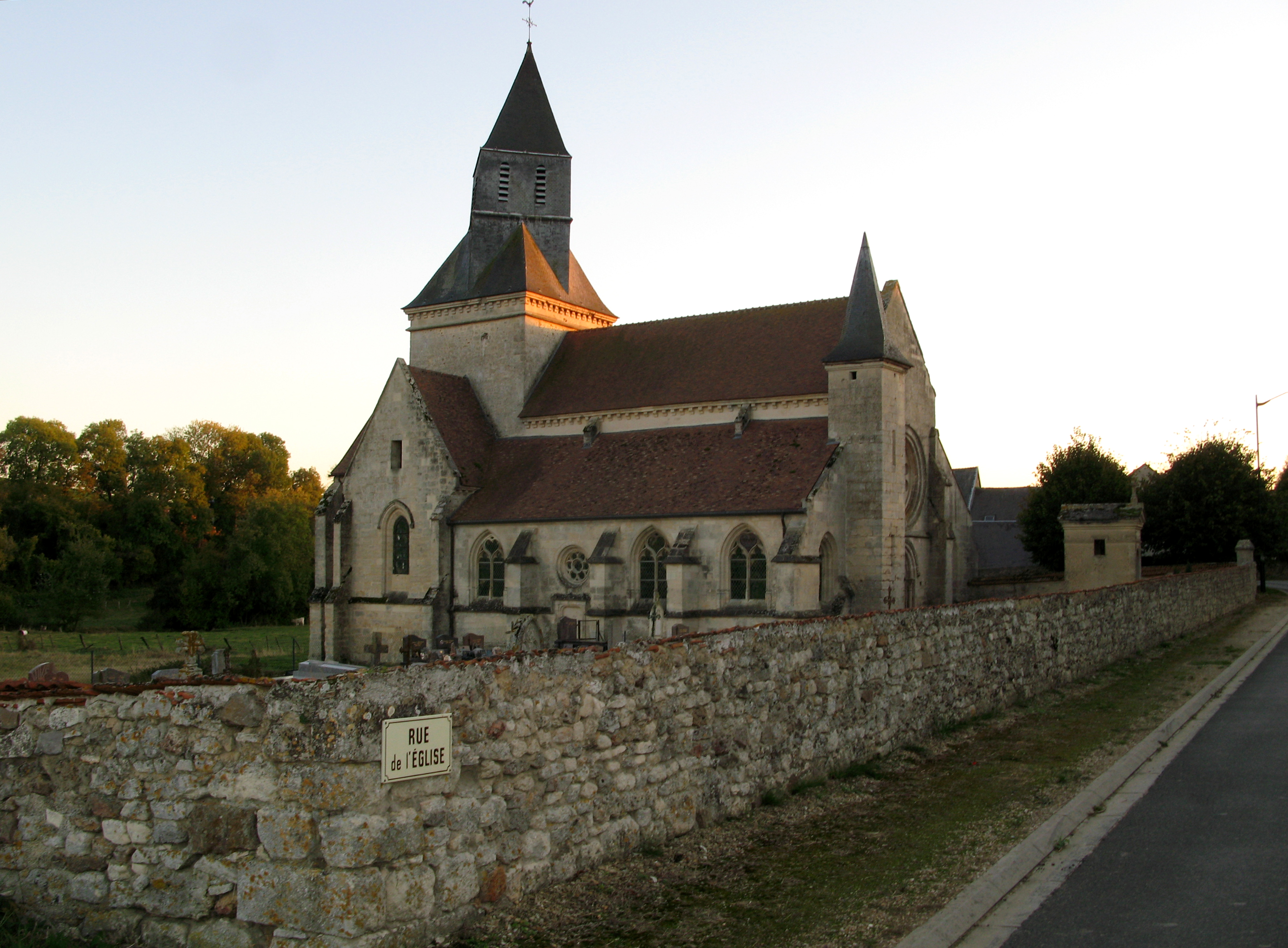
Kirche Saint-Jean-Baptiste
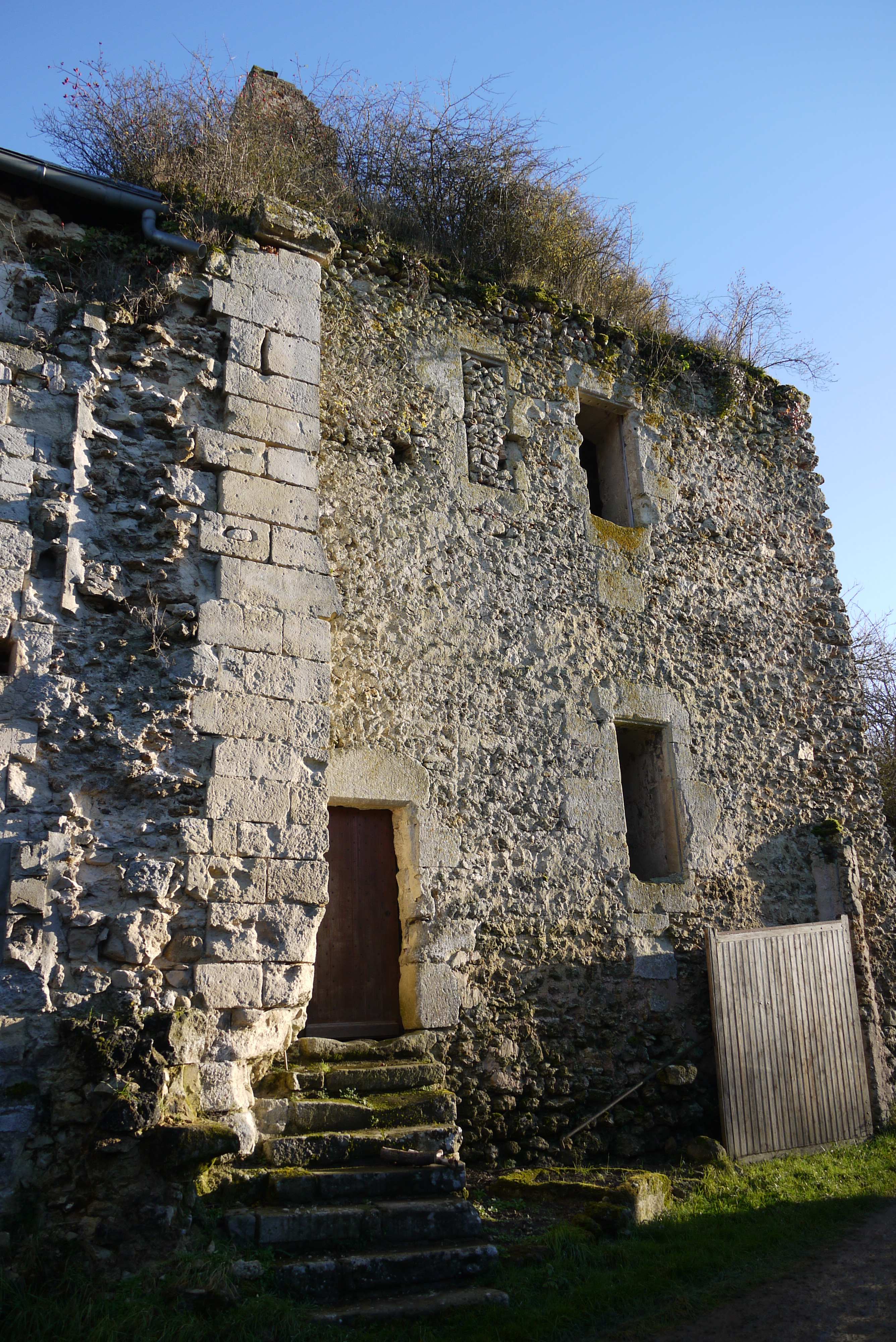
Rerste des Schlosses Rognac
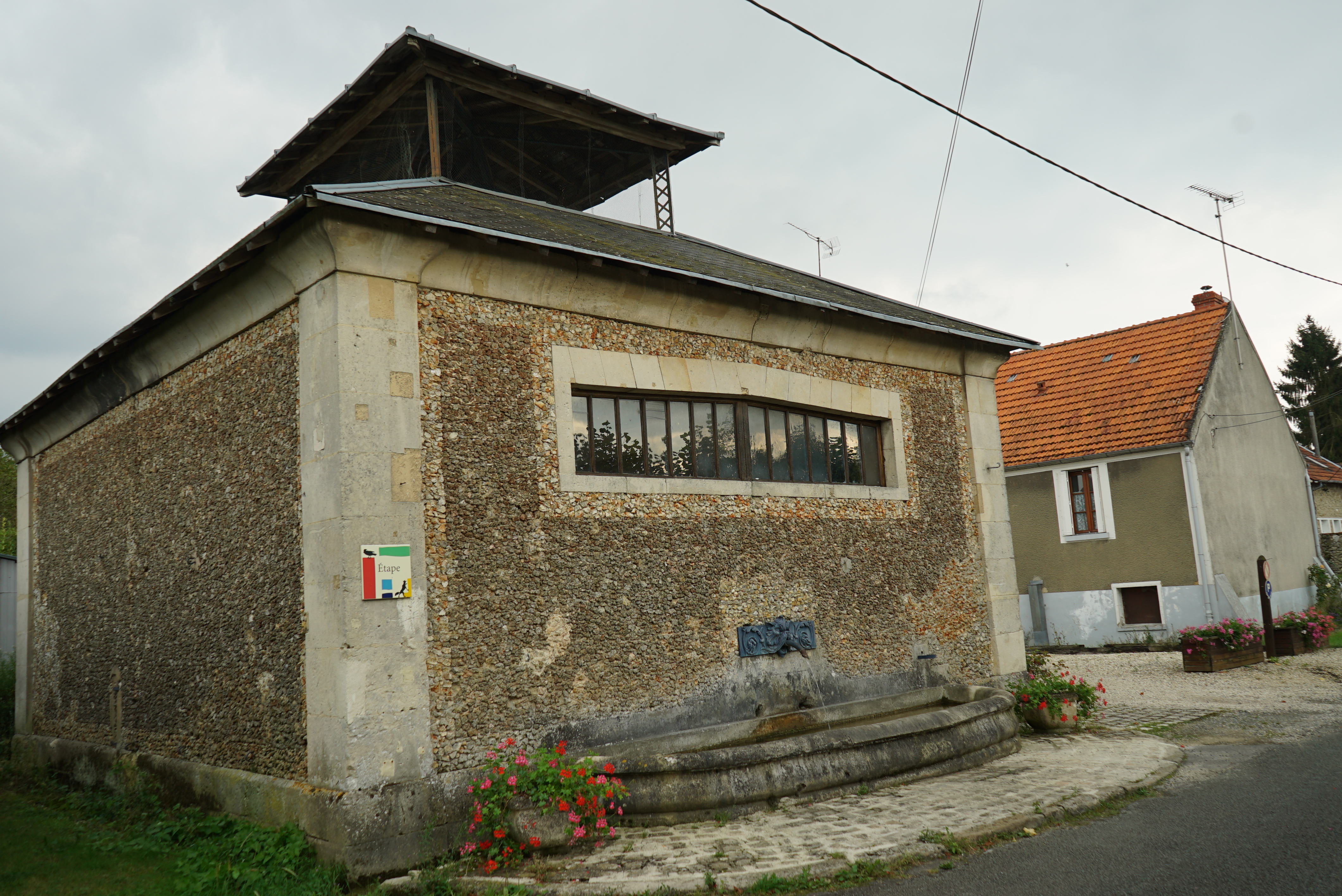
Ehemaliges öffentliches Waschhaus (Lavoir)